# José María Cabrera Menéndez
José María Cabrera Menéndez (Podes, Asturias, España, 29 de diciembre de 1963), conocido como Menéndez, es un exfutbolista español. Ocupaba la demarcación de lateral izquierdo, y en ocasiones, la de interior izquierdo.

## Trayectoria
Menéndez se inició en los juveniles del Real Sporting de Gijón, de donde pasó a diversos equipos, militando siempre en Tercera División: Real Avilés Industrial C. F., C. D. San Martín y U. P. Langreo.
Tras una estancia en el C. F. Lorca Deportiva, regresa al Real Avilés para jugar en Segunda B, y de ahí da el salto al Albacete Balompié, equipo en el que ofreció sus mejores años de fútbol y se convirtió en una pieza indispensable, viviendo los dos ascensos consecutivos del equipo, y la primera etapa en Primera División de la entidad al completo. 
Tras la temporada 93-94, Menéndez y el Alba no se ponen de acuerdo para su renovación y el jugador acepta la oferta del Real Betis, en el que militaría dos temporadas, para volver posteriormente al Albacete durante otras dos campañas, militando el club manchego en Segunda División, antes de dar por zanjada su carrera deportiva.